# Yucatan (romanzo)
Yucatan è il quarto romanzo di Andrea De Carlo, pubblicato da Bompiani nel 1986.

## Trama
Il romanzo racconta il viaggio negli Stati Uniti del regista cinematografico Dru Resnik e del suo assistente Dave per incontrare Astor Camado (dietro cui è facilmente ravvisabile l'autore peruviano Carlos Castaneda, che de Carlo andò a incontrare tra gli altri insieme a Federico Fellini), l'elusivo autore di una serie di libri di argomento magico-esoterico ambientati in Messico. L'incontro avviene in un albergo di Los Angeles, ma quasi subito il regista comincia a ricevere messaggi misteriosi, che paiono guidarlo lungo un percorso di ricerca, segnato da continue coincidenze e avvenimenti simbolici di difficile interpretazione.

## Critica
John Updike nella sua recensione di Yucatan per The New Yorker scrisse tra l'altro: 